# Марцин Булка
Марцин Булка (пол. Marcin Bułka; нар. 4 жовтня 1999, Плоцьк) — польський футболіст, воротар клубу «Парі Сен-Жермен». На умовах оренди виступає за «Ніццу».

## Клубна кар'єра
Починав кар'єру у спортивних школах на батьківщині, у тому числі у варшавській академії «Барселони» — «Ескола Варсовія».
Навесні 2016 проходив перегляд в основній команді, але в підсумку зупинив вибір на англійському «Челсі», де він став виступати за молодіжну команду. У 2018 році його включили до заявки першої команди, в якій, однак, він не грав жодного матчу, хоча і був запасним воротарем зокрема на матчі за Суперкубок Англії 2018 року, де його команда поступилась 0:2 «Манчестер Сіті».
Влітку 2019 року приєднався до французького ПСЖ, підписавши дворічний контракт. Дебютував у французькій Лізі 1 30 серпня в гостьовому матчі проти «Меца», зберігши ворота в недоторканності.

## Виступи за збірну
Викликався в юнацькі та молодіжні збірні Польщі.

## Титули і досягнення
- Чемпіон Франції: 2019/20
- Володар Кубка Франції: 2019/20
- Володар Кубка французької ліги: 2019/20